# Mes journées artificielles
Mes journées artificielles est un cycle de mélodies françaises de la compositrice française Claude Arrieu, écrit en 1987.

## Contexte et création
Claude Arrieu compose son cycle de mélodies entre 1985 et 1987 sur des textes inédits de Florence Marie. L'œuvre est publiée chez Amphion en 1988.

## Structure
Le cycle se compose de cinq mélodies :
1. Mes journées artificielles I
2. Mes journées artificielles II
3. Est-ce bien raisonnable ?
4. Plume en larmes
5. Le distrait